# Nils Claës Brahe
Nils Claës Brahe, född 6 augusti 1841 i Livgardet till häst församling, Stockholms stad, död 10 juni 1907 i Jakobs församling, Stockholms stad, var en svensk greve och hovman. Han var son till Nils Fredrik Brahe.

## Biografi
Nils Brahe föddes 1841 på Sirishof i Livgardet till häst församling, Stockholms stad. Han var son till  hovstallmästaren och militären, greve Nils Fredrik Brahe och grevinnan Amalia Piper. Brahe blev 15 december 1862 student vid Uppsala universitet och blev samma datum fanjunkare vid Livgardet till häst. Han avlade 27 juni 1865 officersexamen och blev 15 augusti 1865 underlöjtnant vid Livgardet till häst. Han blev 3 september 1867 löjtnant vid Livgardet till häst och 28 januari 1869 kammarherre i Kungliga majestäts hov. Den 3 augusti 1869 utnämndes han till Riddare av Dannebrogorden och 25 augusti 1869 kammarherre hos drottning Lovisa. Brahe utnämndes 1873 till riddare av fjärde klassen av Röda örns orden och blev 5 maj 1882 ryttmästare vid Livgardet till häst. Han blev 1883 regementskvartermästare, med avsked 19 maj 1885 och utnämndes 1 december 1885 till riddare av Svärdsorden. Brahe blev 21 januari 1889 överstekammarjunkare, 24 november 1890 underkansler i survivans vid Kunglig Majestäts orden och tilldelades kommendör av första klassen av Nordstjärneorden, 24 november 1890 underkansler vid Kungliga Majestäts orden, tilldelades 18 september 1897 Konung Oscar II:s jubileumsminnestecken och utnämndes 30 november 1901 till Kommendör med stora korset av Nordstjärneorden. Brahe tog avsked 26 november 1906 från underkanslersbefattningen och överflyttades 1 december 1906 till tjänstefria hovstaten. Han avled 1907 i Jakobs församling, Stockholms stad. Brahe begravdes 14 juni 1907 i Jacobs kyrka, Stockholm och gravsattes i Östra Ryds kyrka.

### Egendom
Brahe var godsägare och fideikommissarie till Skoklosters slott och samlingar. Ägde även Skoklosters gods i Sko socken, Krageholm i Sövestads socken, samt jämte brodern Magnus Per Brahe huset nummer 11 A Västra Trädgårdsgatan i Stockholm.